# Mont Sill
Le mont Sill est un sommet culminant à 4 314 mètres d'altitude dans le centre de la Californie, dans l'Ouest des États-Unis. Il fait partie de la sierra Nevada. Il est constitué de granite. Gravie pour la première fois en 1903 par James S. Hutchinson, Joseph N. LeConte, James K. Moffitt et Robert Pike, c'est une montagne relativement facile d'accès prisée des randonneurs et grimpeurs. Elle est protégée par la réserve intégrale John Muir et la forêt nationale d'Inyo au nord, tandis qu'elle est incluse dans le parc national de Kings Canyon au sud.

## Toponymie
Le nom de mont Sill est donné par Joseph N. LeConte en 1896 et figure pour la première fois dans le Sierra Club Bulletin en 1904. Il est attribué en l'honneur du poète américain Edward Rowland Sill.
Son nom est Nen-i-mish ou ''Nee-na-mee-shee, signifiant « le gardien de la vallée », en langue paiute du Nord.

## Géographie
Le mont Sill se situe dans l'Ouest des États-Unis, au centre de l'État de Californie, sur la limite entre les comtés de Fresno et d'Inyo. Il se trouve à 21 kilomètres à l'ouest-sud-ouest de Big Pine, à 32 kilomètres au sud-sud-ouest de Bishop et à 120 kilomètres à l'est-nord-est de Fresno, tandis que Sacramento, la capitale de l'État, est à environ 300 kilomètres au nord-ouest, San Francisco à environ 350 kilomètres à l'ouest-nord-ouest et Los Angeles à 320 kilomètres au sud. Les côtes de l'océan Pacifique se trouvent à 280 kilomètres au sud-ouest. Il domine la vallée de l'Owens à l'est, où passe la route 395. Le sommet fait partie d'un chaînon appelé Palisades et s'élève à 4 314 mètres d'altitude, dans la bordure orientale de la Sierra Nevada. Sa hauteur de culminance est de 108 mètres ; le sommet plus élevé le plus proche est la North Palisade, à 1 000 mètres à l'ouest. Le mont Sill domine plusieurs lacs glaciaires au sud, qui alimentent le Glacier Creek, qui se jette dans le Palisade Creek, un affluent de la Middle Fork Kings River, qui appartient au bassin de la rivière Kings ; au nord-ouest, les eaux de fonte du glacier Palisade donnent naissance aux lacs Sam Mack et Big Pine, qui alimentent la branche septentrionale du Big Pine Creek, tandis qu'au nord-est naît sa branche méridionale, lesquelles appartiennent au bassin de la rivière Owens mais dont les eaux sont en partie détournées vers l'aqueduc de Los Angeles.
Le mont Sill est né du processus qui a formé la sierra Nevada. Il est constitué essentiellement de granite émis en profondeur au Crétacé. Durant le Néogène, le soulèvement de la chaîne le long de la faille normale qui la sépare de la province géologique de Basin and Range, à l'est, a permis la formation de glaciers et d'écoulements fluviaux qui ont participé à l'érosion et ont mis au jour ces roches magmatiques.

## Histoire
La première ascension du sommet est réalisée le 24 juillet 1903 par James S. Hutchinson, Joseph Nisbet LeConte, James K. Moffitt et Robert Pike. Il gravissent le sommet par le versant sud-ouest, la veille de leur ascension (à l'exception de Pike) de la North Palisade. Le 10 juin 1927, Norman Clyde effectue l'ascension par le nord, en traversant le glacier Palisade et en remontant le versant nord-ouest jusqu'au sommet.

## Activités

### Randonnée et ascension
Le pied de la montagne est facilement accessible par la route qui relie Big Pine au camping Glacier Lodge, à environ 700 mètres d'altitude. Pour rejoindre l'itinéraire qui emprunte le versant sud-ouest, il est alors nécessaire de remonter le cours du South Fork Big Pine puis de franchir l'arête sud-est. De là, l'itinéraire classique mène jusqu'au petit glacier au fond du cirque avant d'entamer l'ascension finale, cotée 2 à 3 (randonnée avec pose des mains),. Il est également possible d'effectuer l'ascension le long de l'arête nord, soit par un couloir menant au versant nord-ouest (coté 4, Walter A. Starr Jr. en 1931), soit par la voie des Suisses ouverte en 1938 par Spencer Austin, Ruth Dyer, Ray Ingwersen, Richard Jones et Joe Momyer (II 5.7), une classique en escalade,. Le couloir dans la face orientale est coté 3 et a été emprunté pour la première fois à la descente par Norman Clyde, Hervey Voge et David Brower en 1934,. Au total, il existe une dizaine de voies sur la montagne pouvant atteindre un niveau de difficulté de 5.10.

### Protection environnementale
Le versant septentrional du mont Sill est protégé depuis 1964 au sein de la réserve intégrale John Muir (en anglais : John Muir Wilderness) dont la superficie a progressivement été portée à 2 639 km2, ce qui en fait la plus vaste de Californie. Elle dispose d'une continuité écologique avec la réserve intégrale Ansel Adams au nord-ouest, la réserve intégrale Dinkey Lakes et la réserve intégrale Sequoia-Kings Canyon à l'ouest, la réserve intégrale Monarch au sud-ouest et la réserve intégrale Golden Trout au sud,. La réserve a pour but de garantir un air et une eau purs, ainsi qu'un habitat préservé pour les plantes et les animaux rares et menacés. Elle autorise la pratique de la randonnée pédestre, du trekking, de l'escalade, du canoë-kayak, du rafting, de la randonnée équestre, de l'observation ornithologique ou encore de l'astronomie amateur mais interdit généralement tout type de véhicule à moteur et les groupes de plus de douze personnes. La réserve est gérée conjointement par la forêt nationale d'Inyo, dans sa partie orientale appartenant aux comtés d'Inyo — dont le mont Sill — et de Mono, qui a été créée en 1907 et couvre 7 455 km2, et par la forêt nationale de Sierra, dans sa partie occidentale appartenant aux comtés de Fresno et de Madera, qui a été créée en 1893 et couvre 5 309 km2.
Le versant méridional est protégé depuis 1940 au sein du parc national de Kings Canyon qui couvre 1 869 km2. Il est géré par le National Park Service.

## Culture populaire
Le mont Sill est une montagne sacrée pour les Païutes, qui le vénèrent au cours de leurs cérémonies religieuses,.